# 6-Stunden-Rennen von Watkins Glen

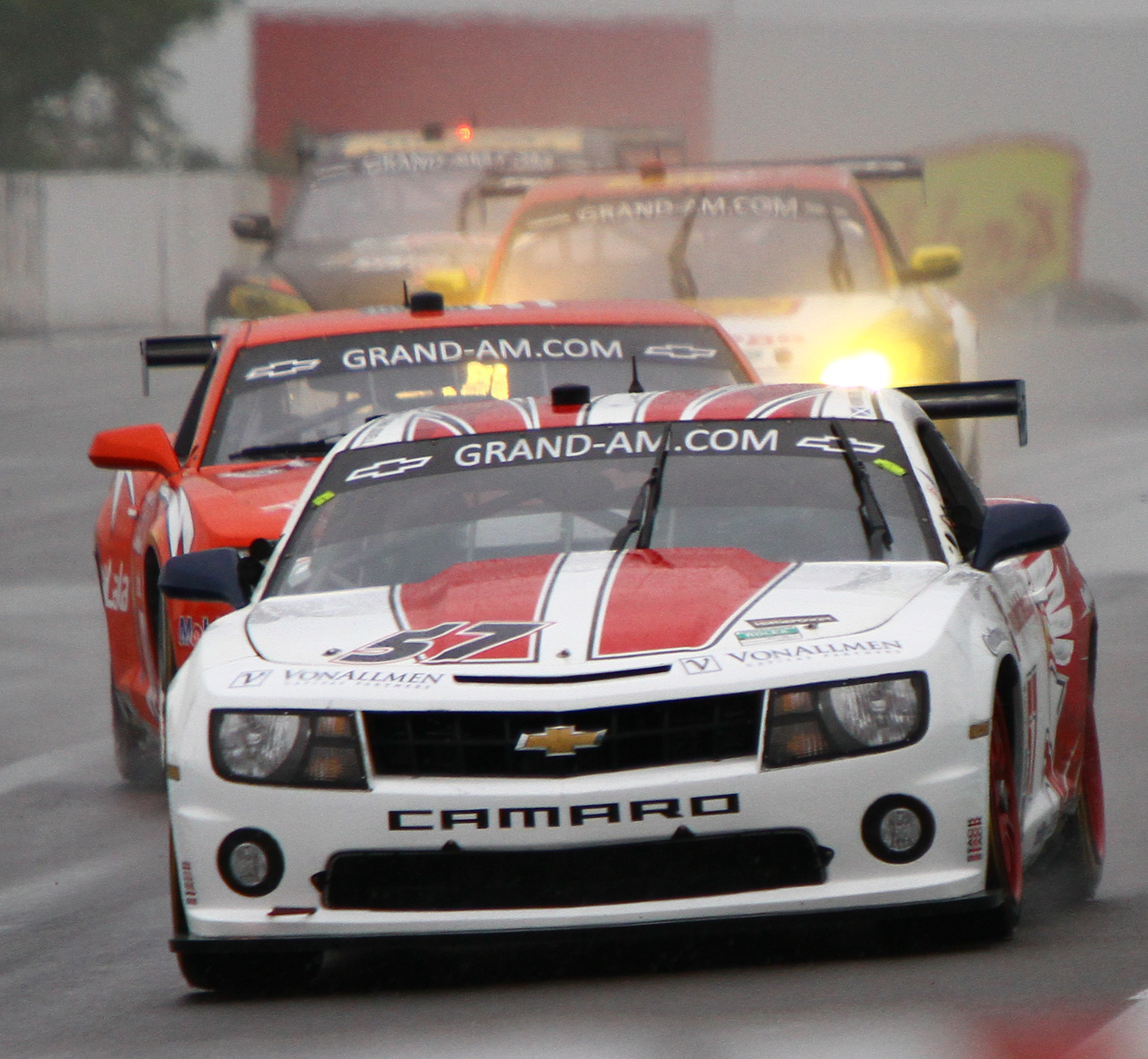
6-Stunden-Rennen als Teil der Grand-Am

Das 6-Stunden-Rennen von Watkins Glen (aktueller Name: Sahlen’s Six Hours of The Glen) ist ein Sportwagenrennen, welches seit 1948 ausgetragen wird. Das Rennen findet auf dem Kurs von Watkins Glen, New York statt und ist aktuell im Kalender der United SportsCar Championship.

## Geschichte
Das heutige 6-Stunden-Rennen geht auf den Grand Prix Watkins Glen zurück, welcher 1948 auf einem Straßenkurs rund um Watkins Glen vom Sports Car Club of America (SCCA) ausgetragen wurde. Während das erste Rennen über 50 Meilen ausgetragen wurde, ging es im zweiten Jahr bereits über die doppelte Distanz. Nachdem bei einem Unfall im Rennen des Jahres 1952 zwölf Zuschauer verletzt und einer getötet wurden, wechselte das Layout des Kurses auf andere Straßen in der Region. Doch dies sollte nur ein Provisorium sein, seit 1956 findet das Rennen auf einem permanenten Rundkurs statt.

Streckenlayout von Watkins Glen

Als Teil der United States Road Racing Championship, welche ebenfalls von der SCCA ausgetragen wurde, wandelte sich das Event ab dem Jahr 1963 nach und nach zu einem Langstreckenrennen. Nachdem im ersten Jahr unter dem neuen Seriendach ein 300-km-Rennen ausgetragen wurde, konnten die Zuschauer von 1964 bis 1968 ein 200-Meilen-Rennen sehen. Parallel zum Grand Prix wurde 1968 zum ersten Mal ein 6-Stunden-Rennen als Teil der Sportwagen-Weltmeisterschaft ausgetragen. Jackie Ickx und Lucien Bianchi in einem Ford GT 40 gewannen dieses Rennen. Die Weltmeisterschaft blieb bis einschließlich 1981 in Watkins Glen, bevor der Rennstreckenbetreiber Insolvenz anmelden musste.
So setzte das Rennen für zwei Jahre aus, bevor die IMSA GT Championship im Jahr 1984 wieder ein Langstreckenrennen auf dem Kurs austrug. Die IMSA etablierte das 3-Stunden/500km-Format in Watkins Glen, über einige Jahre wurden sogar zwei Rennen pro Jahr ausgetragen, das Zweite unter dem Titel New York 500. Erst 1996 kam das 6-Stunden-Rennen als Teil der IMSA GT Championship zurück in den Jahreskalender der Rennenstreckenbetreiber, 1998 wechselte der Ausrichter zur neugegründeten United States Road Racing Championship. Da diese Meisterschaft bereits nach eineinhalb Jahren eingestellt wurde, konnte erst zum Jahr 2000 wieder ein konstanter Partner als Ausrichter gefunden werden. Die Grand-Am fügt das 6-Stunden-Rennen als Teil seiner Grand-Am Sports Car Series in seinen Kalender und dort blieb das erneut populär werdende Event bis einschließlich des Jahres 2013. Nach der Vereinigung der Grand Am mit der American Le Mans Series wird das Rennen ab 2014 als Teil der United SportsCar Championship ausgetragen.

## Gesamtsieger
| Jahr | Team                               | Gesamtsieger                                          | Fahrzeug               | Distanz     | Meisterschaft                           |
| ---- | ---------------------------------- | ----------------------------------------------------- | ---------------------- | ----------- | --------------------------------------- |
| 1948 | Frank Griswold                     | Frank Griswold                                        | Alfa Romeo 8C 2900B    | 80 km       | zählte zu keiner Meisterschaft          |
| 1949 | Collier Brothers                   | Miles Collier                                         | Riley-Mercury Spezial  | 160 km      | zählte zu keiner Meisterschaft          |
| 1950 | Alfred Goldschmidt                 | Erwin Goldschmidt                                     | Allard J2              | 160 km      | zählte zu keiner Meisterschaft          |
| 1951 | Briggs Cunningham                  | Phil Walters                                          | Cunningham C2-R        | 160 km      | SCCA-National-Sportwagen-Meisterschaft  |
| 1952 | Briggs Cunningham                  | Briggs Cunningham                                     | Cunningham C4-R        | 160 km      | SCCA-National-Sportwagen-Meisterschaft  |
| 1953 | Walt Hansgen                       | Walt Hansgen                                          | Jaguar XK 120          | 160 km      | zählte zu keiner Meisterschaft          |
| 1954 | Briggs Cunningham                  | Phil Walters                                          | Cunningham C4-R        | 160 km      | SCCA-National-Sportwagen-Meisterschaft  |
| 1955 | Briggs Cunningham                  | Sherwood Johnston                                     | Jaguar D-Type          | 160 km      | SCCA-National-Sportwagen-Meisterschaft  |
| 1956 | Mary Constantine                   | George Constantine                                    | Jaguar D-Type          | 80 km       | SCCA-National-Sportwagen-Meisterschaft  |
| 1957 | Briggs Cunningham                  | Walt Hansgen                                          | Jaguar D-Type          | 160 km      | SCCA-National-Sportwagen-Meisterschaft  |
| 1958 | Briggs Cunningham                  | Ed Crawford                                           | Lister                 | 160 km      | SCCA-National-Sportwagen-Meisterschaft  |
| 1959 | Briggs Cunningham                  | Walt Hansgen                                          | Lister                 | 160 km      | SCCA-National-Sportwagen-Meisterschaft  |
| 1960 | Meister Brauser                    | Augie Pabst                                           | Scarab Mk.II           | 160 km      | SCCA-National-Sportwagen-Meisterschaft  |
| 1961 | John Bunch                         | George Constantine                                    | Ferrari 250TR/59       | 160 km      | SCCA-National-Sportwagen-Meisterschaft  |
| 1962 | Briggs Cunningham                  | Walt Hansgen                                          | Cooper T61 Monaco      | 160 km      | SCCA-National-Sportwagen-Meisterschaft  |
| 1963 |                                    | Bob Holbert                                           | Porsche 718RS61        | 300 km      | United States Road Racing-Meisterschaft |
| 1964 | Chaparral Cars                     | Jim Hall                                              | Chaparral 2A           | 320 km      | United States Road Racing-Meisterschaft |
| 1965 | Chaparral Cars                     | Jim Hall                                              | Chaparral 2A           | 320 km      | United States Road Racing-Meisterschaft |
| 1966 |                                    | John Fulp                                             | Lola T70 Mk.II         | 320 km      | United States Road Racing-Meisterschaft |
| 1967 | Roger Penske                       | Mark Donohue                                          | Lola T70 Mk.III        | 320 km      | United States Road Racing-Meisterschaft |
| 1968 | Roger Penske                       | Mark Donohue                                          | McLaren M6A            | 320 km      | United States Road Racing-Meisterschaft |
| 1968 | J.W. Automotive Engineering        | Jacky Ickx Lucien Bianchi                             | Ford GT40              | 1058,626 km | Sportwagen-Weltmeisterschaft            |
| 1969 | Porsche of Austria                 | Joseph Siffert Brian Redman                           | Porsche 908/02         | 1077,134 km | Sportwagen-Weltmeisterschaft            |
| 1970 | J.W. Automotive Engineering        | Pedro Rodríguez Leo Kinnunen                          | Porsche 917K           | 1140,059 km | Sportwagen-Weltmeisterschaft            |
| 1971 | Autodelta SpA                      | Andrea de Adamich Ronnie Peterson                     | Alfa Romeo T33/3       | 1090,189 km | Sportwagen-Weltmeisterschaft            |
| 1972 | SpA Ferrari SEFAC                  | Jacky Ickx Mario Andretti                             | Ferrari 312PB          | 1059,777 km | Sportwagen-Weltmeisterschaft            |
| 1973 | Équipe Matra-Simca                 | Henri Pescarolo Gérard Larrousse                      | Matra MS670B           | 1081,516 km | Sportwagen-Weltmeisterschaft            |
| 1974 | Équipe Gitanes                     | Jean-Pierre Jarier Jean-Pierre Beltoise               | Matra MS670C           | 1048,906 km | Sportwagen-Weltmeisterschaft            |
| 1975 | Willi Kauhsen Racing Team          | Henri Pescarolo Derek Bell                            | Alfa Romeo 33TT12      | 826,083 km  | Sportwagen-Weltmeisterschaft            |
| 1976 | Martini Racing                     | Rolf Stommelen Manfred Schurti                        | Porsche 935            | 945,647 km  | Sportwagen-Weltmeisterschaft            |
| 1977 | Martini Racing                     | Jacky Ickx Jochen Mass                                | Porsche 935/77         | 940,213 km  | Sportwagen-Weltmeisterschaft            |
| 1978 | Gelo Racing Team                   | Toine Hezemans John Fitzpatrick                       | Porsche 935/77         | 793,474 km  | Sportwagen-Weltmeisterschaft            |
| 1979 | Whittington Brothers Kremer Racing | Klaus Ludwig Don Whittington Bill Whittington         | Porsche 935K3          | 951,082 km  | Sportwagen-Weltmeisterschaft            |
| 1980 | Lancia Corse                       | Riccardo Patrese Hans Heyer                           | Lancia Beta Montecarlo | 755,431 km  | Sportwagen-Weltmeisterschaft            |
| 1981 | Martini Racing                     | Riccardo Patrese Michele Alboreto                     | Lancia Beta Montecarlo | 940,213 km  | Sportwagen-Weltmeisterschaft            |
| 1984 | Holbert Racing                     | Al Holbert Derek Bell Jim Adams                       | Porsche 962            | 1054,342 km | IMSA-GTP-Meisterschaft                  |
| 1985 | Holbert Racing                     | Al Holbert Derek Bell                                 | Porsche 962            |             | IMSA-GTP-Meisterschaft                  |
| 1986 | Holbert Racing                     | Al Holbert Derek Bell                                 | Porsche 962            | 800 km      | IMSA-GTP-Meisterschaft                  |
| 1987 | Dyson Racing                       | Price Cobb Vern Schuppan                              | Porsche 962            | 500 km      | IMSA-GTP-Meisterschaft                  |
| 1988 | Electramotive Engineering          | Geoff Brabham John Morton                             | Nissan GTP ZX-Turbo    | 500 km      | IMSA-GTP-Meisterschaft                  |
| 1989 | Electramotive Engineering          | Geoff Brabham Chip Robinson                           | Nissan GTP ZX-Turbo    | 500 km      | IMSA-GTP-Meisterschaft                  |
| 1990 | Nissan Performance Technology      | Geoff Brabham Bob Earl                                | Nissan NPT-90          | 500 km      | IMSA-GTP-Meisterschaft                  |
| 1991 | All American Racers                | Juan Manuel Fangio II                                 | Eagle HF90             | 500 km      | IMSA-GTP-Meisterschaft                  |
| 1992 | All American Racers                | Juan Manuel Fangio II                                 | Eagle MkIII            |             | IMSA-GTP-Meisterschaft                  |
| 1993 | All American Racers                | Juan Manuel Fangio II                                 | Eagle MkIII            | 500 km      | IMSA-GTP-Meisterschaft                  |
| 1994 | MOMO                               | Giampiero Moretti Eliseo Salazar                      | Ferrari 333SP          |             | IMSA-GTP-Meisterschaft                  |
| 1995 | Dyson Racing                       | Butch Leitzinger James Weaver                         | Riley & Scott Mk III   |             | IMSA-GTP-Meisterschaft                  |
| 1996 | MOMO                               | Giampiero Moretti Massimiliano Papis                  | Ferrari 333SP          | 973,975 km  | IMSA-GTP-Meisterschaft                  |
| 1997 | Dyson Racing                       | Butch Leitzinger James Weaver Elliott Forbes-Robinson | Riley & Scott Mk III   | 924,980 km  | IMSA-GTP-Meisterschaft                  |
| 1998 | MOMO                               | Giampiero Moretti Mauro Baldi Didier Theys            | Ferrari 333SP          | 949,392 km  | Grand-Am-Sportwagen-Serie               |
| 1999 | Viper Team Oreca                   | David Donohue Jean-Philippe Belloc                    | Chrysler Viper GTS-R   |             | FIA-GT-Meisterschaft                    |
| 2000 | Dyson Racing                       | Butch Leitzinger James Weaver Andy Wallace            | Riley & Scott Mk III   | 931,632 km  | Grand-Am-Sportwagen-Serie               |
| 2001 | Doran Racing                       | Fredy Lienhard Mauro Baldi Didier Theys               | Ferrari 333SP          | 988,256 km  | Grand-Am-Sportwagen-Serie               |
| 2002 | Dyson Racing                       | Chris Dyson James Weaver                              | Riley & Scott Mk III   | 1038,224 km | Grand-Am-Sportwagen-Serie               |
| 2003 | Brumos Porsche                     | David Donohue Mike Borkowski Scott Goodyear           | Fabcar FDSC/03         | 927,184 km  | Grand-Am-Sportwagen-Serie               |
| 2004 | Chip Ganassi Racing                | Scott Pruett Massimiliano Papis                       | Riley Mk.XI            | 910,528 km  | Grand-Am-Sportwagen-Serie               |
| 2005 | Krohn Racing                       | Tracy Krohn Niclas Jönsson                            | Riley Mk.XI            | 832,800 km  | Grand-Am-Sportwagen-Serie               |
| 2006 | Krohn Racing                       | Jörg Bergmeister Boris Said                           | Riley Mk.XI            | 855,008 km  | Grand-Am-Sportwagen-Serie               |
| 2007 | Bob Stallings Racing               | Alex Gurney Jon Fogarty                               | Riley Mk.XI            | 927,184 km  | Grand-Am-Sportwagen-Serie               |
| 2008 | Chip Ganassi Racing                | Scott Pruett Memo Rojas                               | Riley Mk.XX            | 993,808 km  | Grand-Am-Sportwagen-Serie               |
| 2009 | Chip Ganassi Racing                | Scott Pruett Memo Rojas                               | Riley Mk.XX            | 1020.840 km | Grand-Am-Sportwagen-Serie               |
| 2010 | Chip Ganassi Racing                | Scott Pruett Memo Rojas                               | Riley Mk.XX            | 1037,130 km | Grand-Am-Sportwagen-Serie               |
| 2011 | SunTrust Racing                    | Ricky Taylor Max Angelelli                            | Dallara DP08           | 944,820 km  | Grand-Am-Sportwagen-Serie               |
| 2012 | Action Express Racing              | João Barbosa Darren Law                               | Corvette DP            | 995,656 km  | Grand-Am-Sportwagen-Serie               |
| 2013 | Action Express Racing              | João Barbosa Christian Fittipaldi                     | Corvette DP            | 930,240 km  | Grand-Am-Sportwagen-Serie               |
| 2014 | Spirit of Daytona Racing           | Richard Westbrook Michael Valiante                    | Corvette DP            | 1039,040 km | United SportsCar Championship           |
| 2015 | VisitFlorida.com Racing            | Richard Westbrook Michael Valiante                    | Corvette DP            | 875,520 km  | United SportsCar Championship           |
| 2016 | Action Express Racing              | João Barbosa Christian Fittipaldi Filipe Albuquerque  | Corvette DP            | 1077,900 km | IMSA WeatherTech SportsCar Championship |
| 2017 | Mustang Sampling Racing            | João Barbosa Christian Fittipaldi Filipe Albuquerque  | Cadillac DPi-V.R       | 1090,000 km | IMSA WeatherTech SportsCar Championship |
| 2018 | JDC-Miller Motorsports             | Misha Goikhberg Stephen Simpson Chris Miller          | Oreca 07               | 1105,300 km | IMSA WeatherTech SportsCar Championship |
| 2019 | Mazda Team Joest                   | Jonathan Bomarito Olivier Pla Harry Tincknell         | Mazda RT24-P           | 1154,500 km | IMSA WeatherTech SportsCar Championship |
| 2021 | Mazda Motorsports                  | Jonathan Bomarito Oliver Jarvis Harry Tincknell       | Mazda RT24-P           | 1090,000 km | IMSA WeatherTech SportsCar Championship |
| 2022 | Wayne Taylor Racing                | Ricky Taylor Filipe Albuquerque                       | Acura ARX-05           | 900,000 km  | IMSA WeatherTech SportsCar Championship |
| 2023 | BMW M Team RLL                     | Connor De Phillippi Nick Yelloly                      | BMW M Hybrid V8        | 1115,000 km | IMSA WeatherTech SportsCar Championship |
| 2024 | Porsche Penske Motorsport          | Dane Cameron Felipe Nasr                              | Porsche 963            | 804,380 km  | IMSA WeatherTech SportsCar Championship |

## Ausrichter
- 1948–1968 – Sports Car Club of America (SCCA)
- 1968–1981 – Fédération Internationale de l’Automobile (FIA)
- 1982–1983 – nicht ausgerichtet
- 1984–1997 – International Motor Sports Association (IMSA)
- 1998 – Sports Car Club of America (SCCA)
- 1999 – SRO Motorsports Group (SRO)
- 2000–2013 Grand American Road Racing Association (Grand-Am)
- ab 2014 – International Motor Sports Association (IMSA)

## Distanz
- 1948 – 50 Meilen
- 1949–1955 – 100 Meilen
- 1956 – 50 Meilen
- 1957–1962 – 100 Meilen
- 1963 – 300 Kilometer
- 1964–1968 – 200 Meilen
- 1968–1981 – 6 Stunden
- 1982–1983 – nicht ausgerichtet
- 1984 – 6 Stunden
- 1985 – 3 Stunden
- 1986 – 500 Meilen
- 1987–1991 – 500 Kilometer
- 1992 – 2:45 Stunden
- 1993 – 500 Kilometer
- 1994–1995 – 3 Stunden
- 1996–1998 – 6 Stunden
- 1999 – 3 Stunden
- seit 2000 – 6 Stunden